# Final a Quatro Taça CERS 2011
A Final a Quatro da Taça CERS de 2011 foi a 31º edição da Taça CERS organizada pela CERH. Foi disputada a 11 de Maio de 2011 em Vilanova i la Geltrú, Espanha. 
Após a qualificação os quatro clubes finais que participaram na Final Four foram: Benfica, CP Vilanova, HC Braga e AE Física. O Sport Lisboa Benfica foi o vencedor.

## Jogos
| 7 Maio | SL Benfica | 4-1                              | AE Física | Pavelló Municipal Poliesportiu del Garraf |
| 15:00  |            | CERH Report of Benfica vs Fisica |           |                                           |

| 7 Maio | HC Braga | 3-5                              | CP Vilanova | Pavelló Municipal Poliesportiu del Garraf |
| 17:00  |          | CERH Report of Braga vs Vilanova |             |                                           |

## Final
| 8 Maio | CP Vilanova | 4-6                                | SL Benfica | Pavelló Municipal Poliesportiu del Garraf |
| 15:00  |             | CERH Report of Vilanova vs Benfica |            |                                           |

|                      |
| SL Benfica 2º Titulo |

## Ligações Externas
- CERH website
- Final a Quatro Taça CERS 2011 no site HoqueiPatins.cat (em catalão)

### Internacional
- Roller Hockey links worldwide
- Mundook-World Roller Hockey
- rink-hockey-news - World Roller Hockey